# Tony Palermo
Anthony Joseph Palermo (n. 22 noiembrie 1969, San Jose, California, SUA) este un muzician american care este bateristul formației rock californiene Papa Roach  și este fostul baterist al grupurilor de punk rock Pulley și Unwritten Law. De asemnea, a fost un baterist de turneu pentru Sixx:A.M. în vara anului 2008.